# 高鍋町
高鍋町（日语：／ Takanabe chō */?）是位於日本宮崎縣中部的一個城鎮，屬兒湯郡。為宮崎縣內面積最小的行政區。

## 人口
| 高鍋町人口分布圖 |                                               |  |
| 高鍋町與日本全國年齡別人口分布比較圖 （2005年資料） | 高鍋町的年齡、男女別人口分布圖 （2005年資料） |  |
| ■紫色是高鍋町 ■綠色是全国 | ■藍色是男性 ■紅色是女性                       |  |
| 高鍋町人口變化 \| 1970年 \| 19,777人 \| \| \| 1975年 \| 21,494人 \| \| \| 1980年 \| 22,950人 \| \| \| 1985年 \| 23,239人 \| \| \| 1990年 \| 22,970人 \| \| \| 1995年 \| 22,886人 \| \| \| 2000年 \| 22,748人 \| \| \| 2005年 \| 22,522人 \| \| \| 2010年 \| 21,733人 \| \| \| 2015年 \| 21,025人 \| \| \| 2020年 \| 19,922人 \| \| |                                               |  |
| 資料來源：日本總務省統計中心提供之人口普查數據 |                                               |  |
| 1970年 | 19,777人                                      |  |
| 1975年 | 21,494人                                      |  |
| 1980年 | 22,950人                                      |  |
| 1985年 | 23,239人                                      |  |
| 1990年 | 22,970人                                      |  |
| 1995年 | 22,886人                                      |  |
| 2000年 | 22,748人                                      |  |
| 2005年 | 22,522人                                      |  |
| 2010年 | 21,733人                                      |  |
| 2015年 | 21,025人                                      |  |
| 2020年 | 19,922人                                      |  |

## 歷史
最初的地名為「財部」，直到江戶時代才改稱為「高鍋」。戰國時代先後為土持氏（約600年）、伊東氏（約120年）和島津氏所治理，江戶時代起，成為秋月氏領地高鍋藩的城下町。

### 年表
- 1889年5月1日：實施町村制，現在的轄區在當時分屬高鍋村和上江村。
- 1901年2月7日：高鍋村改制為高鍋町。
- 1938年10月1日：與上江村合併為新設置的高鍋町。

| 1889年以前 | 1889年5月1日 | 1889年 - 1944年           | 1889年 - 1944年           | 1945年 - 1958年 | 1958年 - 1988年 | 1958年 - 1988年 | 1989年 - 現在 | 現在   |
| ---------- | ------------ | ------------------------- | ------------------------- | --------------- | --------------- | --------------- | ------------- | ------ |
|            | 高鍋村       | 1901年2月7日 改制為高鍋町 | 1901年2月7日 改制為高鍋町 | 高鍋町          | 高鍋町          | 高鍋町          | 高鍋町        | 高鍋町 |
|            | 上江村       | 上江村                    | 1938年10月1日 併入高鍋町  | 高鍋町          | 高鍋町          | 高鍋町          | 高鍋町        | 高鍋町 |

## 交通

### 鐵道
- 九州旅客鐵道
  - 日豐本線：高鍋車站

### 道路
高速道路
- 東九州自動車道：高鍋交流道

## 觀光資源
景點
- 高鍋濕原
- 舞鶴公園（高鍋城遺址）
- 持田古墳群

## 教育
大學
- 南九州大學
- 宮崎縣立農業大學校

高等學校
- 宮崎縣立高鍋高等學校
- 宮崎縣立高鍋農業高等學校

## 姊妹、友好都市

### 日本
- 甘木市（福岡縣）：由於過去的高鍋藩主秋月氏也曾以筑前國的秋月（甘木市的舊地名）作為據點，直到1587年向豐臣秀吉降伏之後，才被重新分封到日向國的財部（現在的高鍋町），因此兩地於1967年10月1日締結為姊妹都市。甘木市已於2006年3月20日合併為朝倉市。[4]
- 串間市（宮崎縣）：日向國的櫛間（現在的串間市）過去也是秋月氏的領地之一，同屬高鍋藩，因此兩地於1968年11月21日締結為姊妹都市。[4]
- 米澤市（山形縣）：高鍋藩第六代藩主秋月種美的次男成為米澤藩第八代藩主上杉重定的養子，並繼承為米澤藩第九代藩主上杉治憲。兩地於於1981年4月27日締結為姊妹都市。[4]

## 本地出身之名人
- 今井美樹：歌手
- 上杉鷹山：第九代米澤藩主
- 石井十次：日本最第一個孤兒院的創辦人
- 小澤治三郎：二次大戰時的海軍軍官、最後一任連合艦隊司令長官
- 安田尚義：歴史學者
- 黑木武弘：前厚生省事務次官、前社會福祉、醫療事業團理事長
- 鈴木馬左也：第3代住友財閥總理事
- 三好退藏：前日本大審院院長、第一任日本檢事總長、第一任日本司法省次官
- 秋月左都夫：外交官、讀賣新聞社社長）
- 綠魔子：女演員
- 金城興福：前關脇力士
- 水木大介：演歌歌手
- 萱嶋高：舊大日本帝國陸軍中將、前宮崎市市長

## 外部連結
- （日語） 高鍋商工會議所 （页面存档备份，存于）
- （日語） 高鍋町觀光協會 （页面存档备份，存于）
- （日語） 高鍋國際交流協會